# 艾布爾古普夫山
47°48′53″N 13°40′32″E / 47.81475°N 13.6755°E
艾布爾古普夫山（德語：Eiblgupf），是奧地利的山峰，位於該國北部，由上奧地利州負責管轄，屬於赫倫格山的一部分，海拔高度1,712米，每年平均降雨量1,801毫米。